# Paulista (marca)
Paulista, Leite Paulista ou Cooperativa Central de Laticínios do Estado de São Paulo é uma marca brasileira de produtos alimentícios que atualmente pertence à Danone.

## História
Após a crise de 1929 e, na sequência, a revolução de 1932, a cidade de São Paulo se recuperava rapidamente. O cenário exigia que os fornecedores de alimentos se organizassem para abastecer uma área cada dia maior.
Em 1933, oito cooperativas se associaram e fundaram a Cooperativa Central de Laticínios do Estado de São Paulo, dando origem à marca Paulista. No início, a Paulista trabalhava com a distribuição de porta a porta de leite em garrafas de vidro.
Em dezembro de 2000, a Paulista foi comprada pela Danone, que buscava reforçar sua posição no mercado de produtos lácteos frescos. A união das marcas fez da Danone a maior empresa do segmento de lácteos frescos do Brasil, e consolidou a sua posição no mercado brasileiro.
A união das empresas faz da marca a maior do Brasil, um importante passo na expansão de seus negócios no mercado brasileiro.
Em 2010, foi comprada a marca de requeijão pela Parmalat e Leitbom ambas puderam vender o requeijão da marca Paulista.

## Marcas
- Paulista
- Danone
- Shefa

### Linha de produtos
- Leites UHT
- Requeijão
- Flans
- Leite fermentado
- Polpa Paulista
- Iogurte Paulista
- Líquidos Paulista
- Dupli
- Creme de Leite

### Subprodutos
- Bebida láctea com polpa de frutas Paulista
- Bebida láctea Dupli
- Bebida láctea líquida Paulista
- Creme de leite Paulista
- Leite fermentado Paulista
- Leite Paulista UHT
- Linha de iogurtes
- Petit suisse Paulista
- Sobremesa Flan Paulista